# Santa Marta da Montanha
Santa Marta da Montanha, por vezes também designada Santa Marta do Alvão, é uma povoação portuguesa do Município de Vila Pouca de Aguiar que foi sede da extinta Freguesia de Santa Marta da Montanha, freguesia que tinha 12,14 km² de área e 135 habitantes (2011) e, por isso, uma densidade populacional de 11,1 hab/km². 
A Freguesia de Santa Marta da Montanha foi extinta (agregada) pela reorganização administrativa de 2012/2013, tendo o seu território sido integrado na então criada Freguesia do Alvão.
A Freguesia de Santa Marta da Montanha incluía no seu território apenas dois lugares: Santa Marta da Montanha (ou Santa Marta do Alvão) e Viduedo.
Santa Marta da Montanha situa-se na Serra do Alvão, 12 km a oeste da sede do município.

## População
| Número de habitantes | Número de habitantes | Número de habitantes | Número de habitantes | Número de habitantes | Número de habitantes | Número de habitantes | Número de habitantes | Número de habitantes | Número de habitantes | Número de habitantes | Número de habitantes | Número de habitantes | Número de habitantes | Número de habitantes |
| -------------------- | -------------------- | -------------------- | -------------------- | -------------------- | -------------------- | -------------------- | -------------------- | -------------------- | -------------------- | -------------------- | -------------------- | -------------------- | -------------------- | -------------------- |
| 1864                 | 1878                 | 1890                 | 1900                 | 1911                 | 1920                 | 1930                 | 1940                 | 1950                 | 1960                 | 1970                 | 1981                 | 1991                 | 2001                 | 2011                 |
| 327                  | 319                  | 293                  | 303                  | 327                  | 296                  | 320                  | 325                  | 373                  | 394                  | 303                  | 291                  | 172                  | 195                  | 135                  |

(Obs.: Número de habitantes "residentes", ou seja, que tinham a residência oficial neste município à data em que os censos se realizaram.)
| Distribuição da População por Grupos Etários em 2001 e 2011 | Distribuição da População por Grupos Etários em 2001 e 2011 | Distribuição da População por Grupos Etários em 2001 e 2011 | Distribuição da População por Grupos Etários em 2001 e 2011 | Distribuição da População por Grupos Etários em 2001 e 2011 | Distribuição da População por Grupos Etários em 2001 e 2011 | Distribuição da População por Grupos Etários em 2001 e 2011 | Distribuição da População por Grupos Etários em 2001 e 2011 | Distribuição da População por Grupos Etários em 2001 e 2011 | Distribuição da População por Grupos Etários em 2001 e 2011 |
| ----------------------------------------------------------- | ----------------------------------------------------------- | ----------------------------------------------------------- | ----------------------------------------------------------- | ----------------------------------------------------------- | ----------------------------------------------------------- | ----------------------------------------------------------- | ----------------------------------------------------------- | ----------------------------------------------------------- | ----------------------------------------------------------- |
| Idade                                                       | 0-14                                                        | 15-24                                                       | 25-64                                                       | > 65                                                        |                                                             | 0-14                                                        | 15-24                                                       | 25-64                                                       | > 65                                                        |
| 2001                                                        | 15                                                          | 42                                                          | 91                                                          | 47                                                          |                                                             | 7,7%                                                        | 21,5%                                                       | 46,7%                                                       | 24,1%                                                       |
| 2011                                                        | 11                                                          | 4                                                           | 78                                                          | 42                                                          |                                                             | 8,1%                                                        | 3,0%                                                        | 57,8%                                                       | 31,1%                                                       |